# Symfonie nr. 5 (Pavlova)
Alla Pavlova componeerde haar symfonie nr. 5 in de winter van 2005-2006.
De compositie is waarschijnlijk geschreven naar aanleiding van de uitgaven van haar eerdere symfonieën op Naxos (platenlabel), want al in 2006 is deze symfonie voor dit label opgenomen.
De symfonie duurt ongeveer 50 minuten en bestaat uit vijf delen, die zonder onderbreking uitgevoerd worden:
1. Adagio - vivace;
2. Adagio;
3. Adagio - vivace;
4. Largo;
5. Vivace

Volgens opgave van de componiste is het een spiritueel werk geworden en geeft de symfonie het leven weer. Deel (1) haar persoonlijke visie op het leven; deel (2) een meditatie waarbij zij de microwereld van een lotusbloem weergeeft; in deel (3) komt het echte leven weer terug; deel (4) is een gesprek met God, wanneer men het einde voelt naderen en deel (5) geeft het wonder van Leven weer. Tussen de delen (3) en (4) zit een (volgens de componiste) emotionele vioolsolo.
De symfonie klinkt erg licht en introvert, dat komt doordat het grootste deel wordt uitgevoerd door strijkers; soms aangevuld met houten blaasinstrumenten en hoorns. Als percussie wordt slechts af en toe geslagen op grote trom en triangel. Qua stijl heeft het wat weg van Adiemus van Karl Jenkins, maar dan zonder het ritme daarvan; ook de gedragen muziek van Alan Hovhaness en Aleksandr Gretsjaninov komt in de buurt. Aan de andere kant kan ook gekozen worden voor een romantischer invalshoek dan lijkt de muziek erg op filmmuziek bij een romantische film. Russische invloeden zijn er zeker, maar lang niet zo heftig als bij Sergej Rachmaninov of Dmitri Sjostakovitsj.